# Fotocamera da reporter

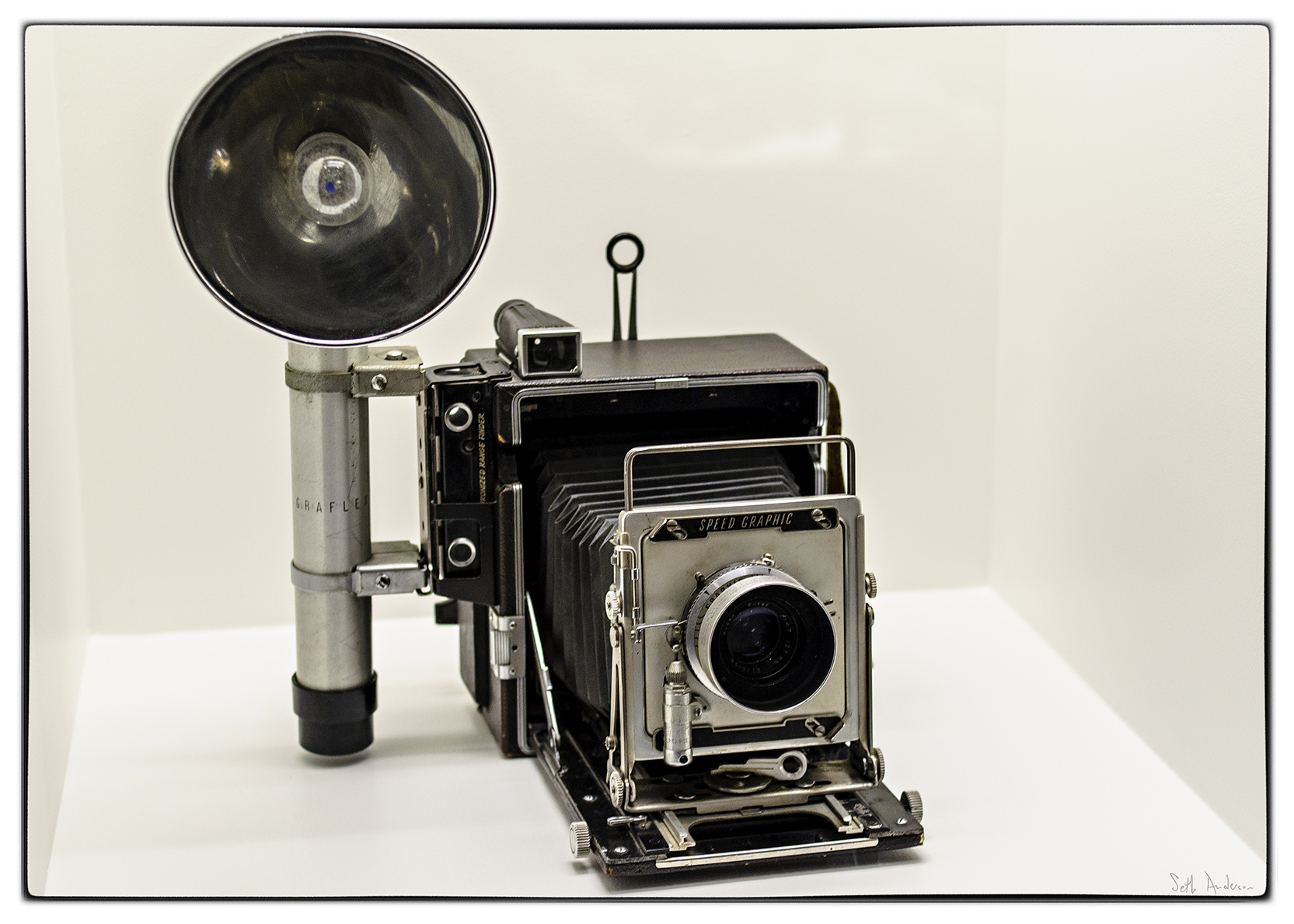
4x5" Graflex Speed Graphic press fotocamera con telemetro opzionale a sinistra, con bulb flash annesso.

La fotocamera da reporter è generalmente intesa come una macchina fotografica creata per l'utilizzo da parte di fotoreporter, giornalisti di rivista e giornalisti della stampa quotidiana. Tali fotocamere sono state progettate a partire dall'inizio del XX secolo, usando perlopiù la pellicola a rullo di medio formato, e sono state impiegate fino agli anni 80.
Le tipologie più usate sono state le folding, sia a telemetro sia reflex, le macchine a telemetro di medio formato con corpo rigido e con impugnatura, oppure anche, in epoca più recente, quelle di piccolo formato.

## Modelli
Tra le fotocamere più usate e note vi sono state:
- Mamiya
  - Universal
  - Press
- Graflex
  - Speed Graphic
  - XL
- Plaubel Makina
- Rapid Omega
- Topcon Horseman
- Toyo Super Graphic (4×5)
- Thornton-Pickard
- Zeiss Ikon Ideal 225
- Linhof
  - Super Technika
  - Press (4x5)
  - Technika Press
  - Press 70